# 鸡舍

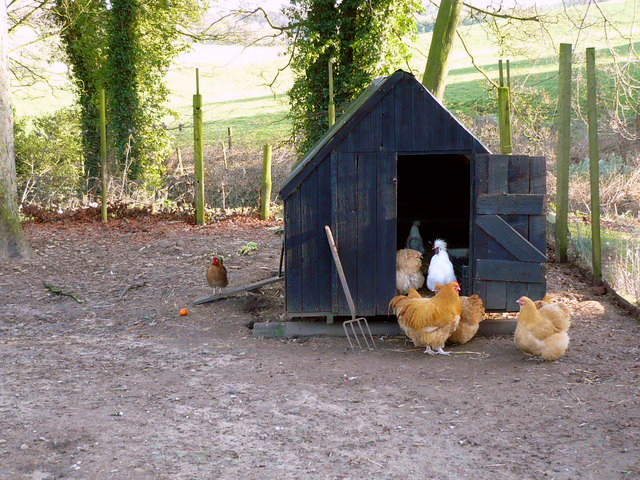
英国甘索普的鸡舍

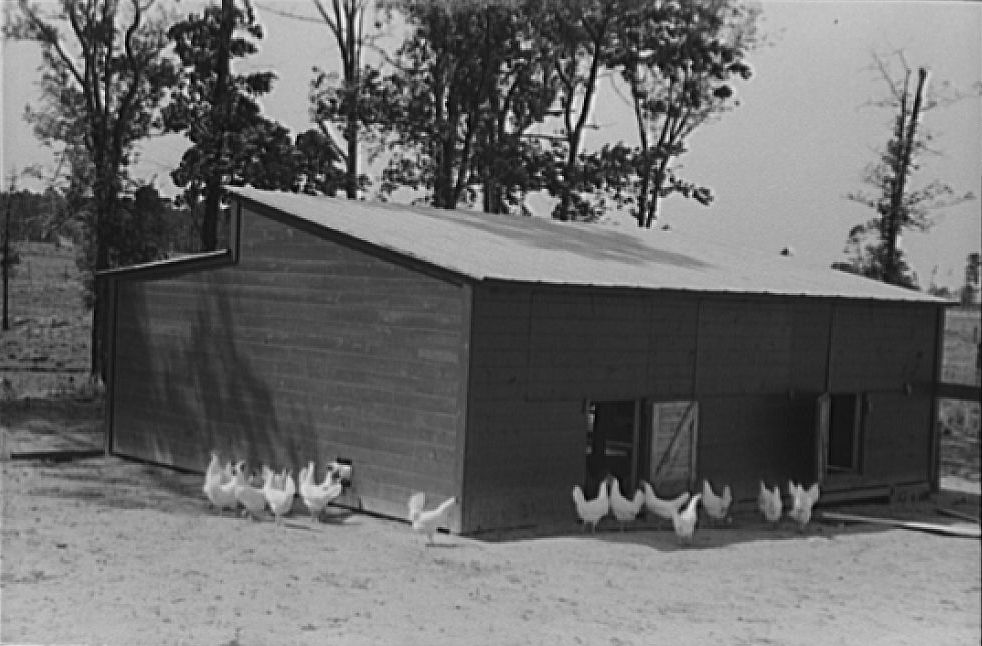
美国德克萨斯州的大型木制鸡舍，1939年

鸡舍是用于饲养鸡等家禽的建筑物。鸡舍可以为鸡提供庇护，使其免受天气因素影响与捕食者侵害。
有关鸡舍的基本需求长期存在争议。一派认为，鸡大多体质强健，而囚于笼中、糟糕的空气和黑暗则会使其体质变差，因此需要条件接近户外的通风良好或是侧面敞开的鸡舍，即使在冬天也是如此。另一派认为，鸡在户外环境中容易生病，故需要环境可控的鸡舍。这一争议造就了两种鸡舍设计：拥有宽敞开口的新鲜空气型鸡舍，仅用铁丝网与外界隔离（即使在北方的冬季也是如此）；配有门窗的封闭型鸡舍，可以关断大部分通风。